# Îles de Verchères
Îles de Verchères är ett antal öar i Kanada.   De ligger i  Saint Lawrencefloden i provinsen Québec, i den sydöstra delen av landet, 190 km öster om huvudstaden Ottawa.